# Linus Pettersson
Linus Pettersson, född 13 maj 1987, är en svensk professionell bandyspelare som spelar för Bollnäs Bandy.
Pettersson fostrades i IFK Motala och har under sin karriär spelat för Sandvikens AIK (2001/2002-2011/2012), Söderfors GoIF (2005/2006), ryska HK Zorkij (2012/2013-2013/2014) och åter för Sandviken (sedan säsongen 2014/2015). Han har blivit svensk mästare med Sandviken 2003, 2011 och 2014. Pettersson har spelat i landslaget under många år och var med och tog VM-guld 2012 och 2017.